# Massmanska kvarnen
Massmanska kvarnen, även kallad Övre kvarnen, är en kvarnanläggning belägen vid vattenfallet i centrala Ronneby och ingår i stadsdelen Bergslagen. Kvarnen har med stor sannolikhet medeltida anor vad gäller dess placering men byggnaden som finns på platsen idag är ursprungligen från 1700-talet och har byggts till i omgångar under 1800- och 1900-talen. Den intilliggande Möllebackagården är ursprungligen ett bostadshus knutet till kvarnverksamheten.